# Richard L. Gardner
Richard Lavenham Gardner (* 10. Juni 1943 in Dorking, Surrey) ist ein britischer Biologe.

## Leben
Gardner erwarb 1966 an der Universität Cambridge einen Bachelor und 1970 einen Master, sowie 1971 einen Ph.D. in Physiologie. Von 1969 bis 1973 war Gardner Forschungsassistent an der Universität Cambridge. 1973 wurde er Dozent für Entwicklungsbiologie und Biologie der Reproduktion an der Universität Oxford und war gleichzeitig als Student am Christ-Church-College eingeschrieben. 1978 erhielt Gardner eine ordentliche Professur, die von der Royal Society gefördert wurde (Royal Society Professor). Seit 1985 war Gardner Ehrendirektor der Abteilung für Entwicklungsbiologie des Imperial Cancer Research Fund. 2008 wurde er in Oxford emeritiert, seit 2007 hat er eine Professur an der University of York inne.
Gardner ist verheiratet und hat einen Sohn.

## Wirken
Gardner gilt als Pionier der mikroskopischen Manipulationen an der Blastozyste der Maus, womit er eine Grundlage für wesentliche wissenschaftliche Fortschritte auf den Gebieten der Entwicklungsbiologie und Genetik schuf. In der Folge wurden weitere Techniken des Gentransfers und der Mikromanipulation entwickelt, die letztlich zum Klonen von Säugetieren führten. Gardner gelang es, embryonale Stammzellen der Maus zu identifizieren und in Kultur zu bringen und spezifische Mutationen in diesen Zellen einzuführen.

## Auszeichnungen (Auswahl)
- 1977 Scientific Medal der Zoological Society of London
- 1979 Mitglied der Royal Society[1]
- 1989 Mitglied der Academia Europaea
- 1999 March of Dimes Prize in Developmental Biology[2]
- 2001 Royal Medal der Royal Society[3]
- 2003 Prix Albert Brachet der Académie royale de Belgique[4]
- 2005 Knight Bachelor[5]